# Курмаево
Курмаево — упразднённая деревня в Верховажском районе Вологодской области России.

## География
Урочище находится в северной части области, в подзоне средней тайги, в пределах южной части Важско-Кулойской низины, на правом берегу реки Ваги, на расстоянии примерно 4 километров (по прямой) к северо-востоку от села Верховажье, административного центра района.

### Климат
Климат характеризуется как умеренно континентальный. Среднегодовая температура воздуха — +1,8 °C. Абсолютный минимум температуры воздуха составляет −46 °C; абсолютный максимум — +37 °C. Безморозный период длится 110—115 дней. Среднегодовое количество атмосферных осадков составляет 637 мм. В течение года преобладают ветра юго-западного направления.

## История
В «Списке населенных мест Вологодской губернии по сведениям 1859 года» населённый пункт упомянут как удельная деревня Вельского уезда, расположенная в 35 верстах от уездного города. В деревне имелось 6 дворов и проживало 56 человек (22 мужчины и 34 женщины). В 1881 году входила в состав Верховской волости.
По данным 1909 года, в деревне имелось 10 хозяйств и проживало 55 человек (31 мужчина и 24 женщины).
В 1940 году входила в состав Боровинского сельсовета Верховажского района. Упразднена не позднее 1973 года.